# Maurice Wilkins
Maurice Hugh Frederick Wilkins (Pongaroa, Nueva Zelanda, 15 de diciembre de 1916 - Londres, Inglaterra, 5 de octubre de 2004)fue un biofísico británico nacido en Nueva Zelanda y premio Nobel cuya investigación abarcó múltiples áreas de la física y la biofísica, contribuyendo a la comprensión científica de la fosforescencia, la separación de isótopos, la microscopía óptica y la difracción de rayos X. Es conocido por su trabajo en el King's College de Londres sobre la estructura del ADN y por ser colaborador (junto con otros nombres, entre ellos el de Rosalind Franklin) en el descubrimiento del ADN, como bien se expone en el libro "La Doble Hélice", ayudando así la descripción de la estructura del ADN descrita por Watson y Crick..
El trabajo de Wilkins sobre el ADN se divide en dos fases distintas. La primera se produjo entre 1948 y 1950, cuando sus estudios iniciales produjeron las primeras imágenes claras de rayos X del ADN, que presentó en una conferencia en Nápoles en 1951 a la que asistió James Watson. Durante la segunda fase, entre 1951 y 1952, Wilkins produjo imágenes claras en forma de X de "forma B" a partir de esperma de calamar, imágenes que envió a James Watson y Francis Crick, lo que llevó a Watson a escribir "Wilkins... ha obtenido fotografías de difracción de rayos X extremadamente excelentes" [de ADN].

## Biografía
Wilkins nació en Pongaroa, Nueva Zelanda, donde su padre, Edgar Henry Wilkins, era médico. Su hermana mayor era la traductora y poeta Eithne Wilkins. Su familia procedía de Dublín, donde sus abuelos paterno y materno eran, respectivamente, director del instituto de Dublín y jefe de policía. Los Wilkins se trasladaron a Birmingham, Inglaterra, cuando Maurice tenía 6 años. 
Estudió Física en la Universidad de Cambridge. Mark Oliphant, que era uno de los profesores de Wilkins en St. John's, había sido nombrado catedrático de Física en la Universidad de Birmingham, y había nombrado a John Randall miembro de su plantilla. Wilkins se doctoró con Randall en la Universidad de Birmingham. En 1945 publicaron cuatro artículos en Proceedings of the Royal Society sobre la fosforescencia y las trampas de electrones. Wilkins se doctoró por este trabajo en 1940.

## Trayectoria
Durante la Segunda Guerra Mundial, Wilkins desarrolló pantallas de radar mejoradas en Birmingham y luego trabajó en la separación de isótopos (mediante espectrógrafo de masas para construcción de la bomba atómica) en el Proyecto Manhattan en la Universidad de California, Berkeley durante los años 1944-45.
Mientras tanto, Randall había sido nombrado presidente de Física en la Universidad de St Andrews. En 1945, nombró a Wilkins profesor asistente en su departamento en la Universidad de St Andrews. Randall estaba negociando con el Consejo de Investigación Médica (MRC) para establecer un laboratorio para aplicar los métodos experimentales de la física a los problemas de biología. La combinación de estas disciplinas como biofísica era una idea novedosa. El MRC le dijo a Randall que esto tenía que hacerse en otra universidad. En 1946, Randall fue nombrado profesor de Física Wheatstone, a cargo de todo el departamento de Física en el King's College de Londres, con la financiación para establecer una Unidad de Biofísica. Llevó a Wilkins con él como director asistente de la unidad. Designaron un equipo de científicos capacitados tanto en ciencias físicas como biológicas. La "filosofía de gestión" era explorar el uso de muchas técnicas en paralelo, para encontrar cuál parecía prometedora y luego centrarse en ellas. Wilkins, como científico con la experiencia más diversa en física y director adjunto de la unidad, tenía la supervisión general de los diversos proyectos además de la participación directa en sus proyectos de investigación personales que incluían nuevos tipos de microscopía óptica.  El King's College recibió fondos para construir departamentos de Física e Ingeniería completamente nuevos donde las bóvedas debajo del patio delantero del nivel Strand College habían sido destruidas por bombas durante la guerra. La Unidad de Biofísica, varios grupos de física experimental más y el grupo teórico comenzaron a mudarse durante los primeros meses de 1952. Los laboratorios fueron inaugurados formalmente por Lord Cherwell el 27 de junio. El artículo de Wilkins para Nature describió ambos departamentos, en consonancia con su papel de líder y su prestigio dentro de la universidad en general.

### ADN – Fase Uno
En el King's College, Wilkins se dedicó, entre otras cosas, a realizar trabajos de difracción de rayos X sobre esperma de carnero y ADN que había obtenido del timo de ternera el científico suizo Rudolf Signer. El ADN del laboratorio de Signer estaba mucho más intacto que el ADN que se había aislado previamente. Wilkins descubrió que era posible producir hebras delgadas a partir de esta solución concentrada de ADN que contenían conjuntos altamente ordenados de ADN adecuados para la producción de patrones de difracción de rayos X.  Utilizando un grupo cuidadosamente agrupado de estas hebras de ADN y manteniéndolas hidratadas, Wilkins y un estudiante de posgrado, Raymond Gosling, obtuvieron fotografías de rayos X del ADN que mostraban que la molécula de ADN larga y delgada de la muestra de Signer tenía una estructura regular, similar a un cristal, en estas hebras. Gosling dijo más tarde: "Cuando... vi por primera vez todos esos puntos de difracción discretos... emergiendo en la película en el plato de revelado, fue un momento verdaderamente revelador... ¡nos dimos cuenta de que si el ADN era el material genético, entonces habíamos demostrado que los genes podían cristalizar! " Este trabajo inicial de difracción de rayos X en el King's College se realizó en mayo o junio de 1950. Fue una de las fotografías de difracción de rayos X tomadas en 1950, mostrada en una reunión en Nápoles un año después, la que despertó el interés de James Watson por el ADN lo que le hizo escribir "de repente me entusiasmó la química... comencé a preguntarme si sería posible para mí unirme a Wilkins para trabajar en el ADN".  En ese momento, Wilkins también le presentó a Francis Crick la importancia del ADN. Crick le aconsejó que trabajara en proteínas y le dijo a Wilkins "lo que debería hacer es buscar una buena proteína".  Wilkins sabía que para realizar experimentos adecuados con los filamentos de ADN purificado se necesitaría un mejor equipo de rayos X. Encargó un nuevo tubo de rayos X y una nueva microcámara. También sugirió a Randall que Rosalind Franklin, que pronto sería nombrada, fuera reasignada de su trabajo en soluciones de proteínas para unirse al esfuerzo del ADN.
En el verano de 1950, Randall había conseguido una beca de investigación de tres años que financiaría el trabajo de Rosalind Franklin en su laboratorio. Franklin se retrasó en terminar su trabajo en París. A finales de 1950, Randall le escribió a Franklin para informarle que, en lugar de trabajar en proteínas, debería aprovechar el trabajo preliminar de Wilkins y que debería realizar estudios de rayos X de fibras de ADN hechas a partir de las muestras de ADN de Signer.

### Segunda fase del ADN, 1951-52
A principios de 1951, Franklin finalmente llegó. En noviembre de 1951, Wilkins tenía evidencia de que el ADN en las células, así como el ADN purificado, tenía una estructura helicoidal.  Alex Stokes había resuelto las matemáticas básicas de la teoría de difracción helicoidal y pensó que los datos de difracción de rayos X de Wilkins indicaban una estructura helicoidal en el ADN. Wilkins se reunió con Watson y Crick y les contó sus resultados. Esta información de Wilkins, junto con información adicional obtenida por Watson cuando escuchó a Franklin hablar sobre su investigación durante una reunión de investigación del King's College, estimuló a Watson y Crick a crear su primer modelo molecular de ADN, un modelo con las cadenas principales de fosfato en el centro. Al ver el modelo de la estructura propuesta, Franklin les dijo a Watson y Crick que estaba equivocado. Franklin basó esto en dos observaciones. Primero, los experimentos de John M. Gulland mostraron que los grupos CO y NH 2 de las bases no podían titularse y, por lo tanto, probablemente eran inaccesibles. En segundo lugar, la evidencia cristalográfica mostró que las unidades estructurales del ADN se separaban progresivamente con la adición de agua, lo que condujo a la formación de un gel y luego de una solución. Franklin creía que la explicación más simple de esto era que la parte hidrófila de la molécula estaba en el exterior.
Durante 1952, Franklin también se negó a participar en los trabajos de modelado molecular y continuó trabajando en el análisis detallado paso a paso de sus datos de difracción de rayos X (síntesis de Patterson). En la primavera de 1952, Franklin había recibido permiso de Randall para solicitar la transferencia de su beca para poder dejar el King's College y trabajar en el laboratorio de John Bernal en el Birkbeck College, también en Londres. Franklin permaneció en el King's College hasta mediados de marzo de 1953.
A principios de 1953, Watson visitó el King's College y Wilkins le mostró una imagen de alta calidad del patrón de difracción de rayos X en forma B, ahora identificado como fotografía 51, que Franklin había producido en marzo de 1952. Wilkins había mostrado esta imagen producida por Franklin sin notificar ni recibir autorización del investigador principal que produjo la imagen. Con el conocimiento de que Pauling estaba trabajando en ADN y había presentado un modelo de ADN para su publicación, Watson y Crick montaron un esfuerzo más concentrado para deducir la estructura del ADN. A través de Max Perutz, su supervisor de tesis, Crick obtuvo acceso a un informe de progreso del King's College que incluía información útil de Franklin sobre las características del ADN que había deducido de sus datos de difracción de rayos X. Watson y Crick publicaron su propuesta de estructura de doble hélice del ADN en un artículo en la revista Nature en abril de 1953. En este artículo, Watson y Crick reconocieron que habían sido "estimulados por... los resultados e ideas no publicados" de Wilkins y Franklin.
Los miembros de los laboratorios de Cambridge y King's College acordaron informar sobre su trabajo interconectado en tres artículos con paginación continua en Nature. El jueves 14 de mayo de 1953, Sir Lawrence Bragg, director del Laboratorio Cavendish, donde trabajaban Watson y Crick, dio una charla en la Escuela de Medicina del Hospital Guy de Londres, que dio lugar a un artículo de Ritchie Calder en el News Chronicle de Londres, el viernes 15 de mayo de 1953, titulado "Por qué eres tú. El secreto más cercano de la vida". La noticia llegó a los lectores de The New York Times al día siguiente; Victor K. McElheny, al investigar su biografía de Watson, Watson y el ADN: haciendo una revolución científica , encontró un recorte de un artículo del New York Times de seis párrafos escrito en Londres y fechado el 16 de mayo de 1953 con el titular "Se escanea la forma de la 'unidad de vida' en la célula". El artículo se publicó en una edición temprana y luego se eliminó para hacer espacio para noticias consideradas más importantes. (Posteriormente, The New York Times publicó un artículo más largo el 12 de junio de 1953). El periódico universitario de Cambridge, Varsity, también publicó su propio artículo breve sobre el descubrimiento el sábado 30 de mayo de 1953. El anuncio original de Bragg en una conferencia Solvay sobre proteínas en Bélgica el 8 de abril de 1953 no fue publicado por la prensa.
Tras la serie inicial de publicaciones de 1953 sobre la estructura de doble hélice del ADN, Wilkins continuó la investigación como líder de un equipo que realizó una serie de experimentos meticulosos para establecer el modelo helicoidal como válido entre diferentes especies biológicas, así como en sistemas vivos, para establecer la universalidad de la estructura de doble hélice.  Se convirtió en subdirector de la Unidad de Biofísica del MRC en King's en 1955, y sucedió a Randall como director de la unidad de 1970 a 1972.

## Premios y reconocimientos
Wilkins fue elegido miembro de la Royal Society (FRS) en 1959 y miembro de EMBO en 1964.
En 1960 recibió el Premio Albert Lasker de la Asociación Estadounidense de Salud Pública y en 1962 fue nombrado Comendador de la Orden del Imperio Británico. También en 1962 compartió el Premio Nobel de Fisiología o Medicina con Watson y Crick por el descubrimiento de la estructura del ADN.
De 1969 a 1991, Wilkins fue el presidente fundador de la Sociedad Británica para la Responsabilidad Social en la Ciencia.
En 2000, el King's College de Londres inauguró el edificio Franklin-Wilkins en honor al trabajo de la Dra. Franklin y el profesor Wilkins en la universidad.
La inscripción en la escultura de ADN (donada por James Watson) afuera de Thirkill Court en Clare College, Cambridge, Inglaterra es
a) en la base:
i) “Estas cadenas se desenrollan durante la reproducción celular. Los genes están codificados en la secuencia de bases”.
ii) "El modelo de doble hélice fue apoyado por el trabajo de Rosalind Franklin y Maurice Wilkins".
b) sobre las hélices:
i) "La estructura del ADN fue descubierta en 1953 por Francis Crick y James Watson mientras Watson vivía aquí en Clare".
ii) “La molécula de ADN tiene dos hebras helicoidales que están unidas por pares de bases Adenina – Timina o Guanina – Citosina”.
El Centro de Biodescubrimiento Molecular de la Universidad de Auckland, inaugurado en 2002, pasó a llamarse Centro Maurice Wilkins en 2006.